# Widad Kawar
Widad Kawar (en arabe : وداد قعوار), née Widad Irani en 1931 à Tulkarem, est une collectionneuse d'objets d'arts ethniques et culturels jordaniens et palestiniens. Widad Kawar jouit d'une renommée internationale et est connue sous le surnom de Umm l'ibas al-falastini (la mère des robes palestiniennes).

## Biographie
Widad est née à Tulkarem dans une famille chrétienne. Son père Jalil Zand Irani était un professeur et directeur d'école dans la Palestine sous mandat britannique. Elle a étudié dans une école quaker à Ramallah puis à l'université américaine de Beyrouth. 
Pendant ses vacances à Ramallah et Bethléem, Widad commence à apprécier et à s'intéresser aux costumes et à la broderie palestinienne. 
Puis plus tard elle se marie à Kamel Kawar et déménage à Amman. Elle y fonde sa famille, tout en continuant son travail personnel. Elle était alors membre de la Young Men's Christian Association et de l'Office de secours et de travaux des Nations unies pour les réfugiés de Palestine dans le Proche-Orient. Elle fit également du bénévolat en Jordanie, dans les camps de réfugiés d'Al-Wehdat et Jabal Al-Hussein. 
La guerre de 1967 la confronta à une nouvelle réalité : la Palestine était maintenant occupée. Elle commença alors à collecter de nombreux artefacts, effrayée qu'ils puissent être supprimés.
Widad Kawar est actuellement membre du conseil d'administration du Centre américain pour la recherche orientale. Elle a récemment créé le Tirâz Centre  qui gère un petit musée à Amman qui abrite ses collections, voué à la préservation des traditions culturelles jordaniennes et palestiniennes. 

## Sa collection
Au cours de sa vie, elle a amassé une vaste collection de robes, costumes, textiles, et des bijoux au cours des cinquante dernières années, cherchant à préserver une culture qui a été largement malmenée par les conflits et les guerres. Kawar a laissé sa collection à la disposition du public pour consultation et a exposé ses collections de robes palestiniennes partout dans le monde.

## La broderie
Elle a écrit de nombreux livres sur les broderies palestiniennes et cherche à fonder une galerie culturelle de la broderie. Récemment, elle a collaboré avec Margaret Skinner sur le projet Un trésor de points : les motifs de la broderie palestinienne, 1850-1950 (Rimal/Melisende).

## Hommage et récompenses
Elle a reçu une médaille du gouvernement de la Jordanie pour son travail en 1993.
En 2012, elle reçoit le prix du Prince Claus pour « sa contribution inestimable à la sauvegarde du patrimoine culturel mondial ».

## Travaux publiés
- (en) Widad Kawar, Threads of Identity: Preserving Palestinian Costume and Heritage [« Fils de l'identité : la Préservation des costumes palestiniens et du patrimoine »], Nicosie (République de Chypre), Rimal Publications, 2011, 449 p. (ISBN 978-9963610419)
- (de) Widad Kawar, Gisela Völger et Karin von Welck, Pracht und Geheimnis - Kleidung Und Schmuck Aus Palästina Und Jordanien, Rautenstrauch-Joest-Museum für Völkerkunde, 1987, 432 p. (ISBN 3-923158-15-7).
- (en) Widad Kawar et Tania Tamari Nasir, Palestinian embroidery: Traditional "fallahi" cross-stitch [« Les Broderies palestiniennes : Le traditionnel fallahi point de croix »], Munich, musée d'Ethnographie, 1992, 144 p. (ISBN 3-927270-04-0).
- (en) Shelagh Weir et Widad Kawar, « Costumes and Wedding Customs in Bayt Dajan » [« Les costumes et les traditions de mariages en Bayt Dajan »], Palestine Exploration Quaterly,‎ janvier 1975, p. 39-51 (DOI 10.1179/peq.1975.107.1.39)
- Widad Kawar, Institut du monde arabe, « Ma Collection », Mémoire de soie. Costume et parures de Palestine et de Jordanie. Catalogue de la collection Widad Kamel Kawar présentée à l'Institut du Monde Arabe, Paris,‎ 1988, p. 16-24
- (en) Widad Kawar et Marian Awwad, Weaving in Jordan [« Le tissage en Jordanie »], Amman, Jordan Crafts Council, 1980, 24 p.
- (en) Widad Kawar, « Traditional costume in Jordanian culture » [« Costume traditionnel dans la culture jordanienne »], Treasures from an ancient land: the art of Jordan, Liverpool, National Museum & Galleries on Merseyside,‎ 1991
- (en) Widad Kawar et Sibba Einarsd, « Arab men's dress in the eastern Mediterranean ; Palestinian Women's Dress ;  Jordanian women's dress », Berg encyclopedia of world dress and fashion: Central and Southwest Asia,‎ 2010
- (en) Widad Kawar et Gillian Vogelsang-Eastwood, « An introduction to Palestinian embroidery », Encyclopedia of Embroidery from the Arab World, Londres, Bloomsbury Academic,‎ 2016
- (en) Widad Kawar, « Ethnographic beads and necklaces in the Middle East », Internation Bead & Beadwork Conference: 22-25 november 2007, Istanbul, Istanbul, Rezan Has Museum, Kadir Has Üniversitesi,‎ 2007